# Prva crnogorska liga (2014/2015)
Sezon 2014/15 Prva crnogorska liga – 9. edycja rozgrywek czarnogórskiej Prva ligi w piłce nożnej, najwyższej piłkarskiej klasy rozgrywkowej w Czarnogórze.
Rozgrywki toczyły się w jednej grupie i występowało w nich 12 drużyn. Po zakończeniu sezonu mistrz zapewnił sobie start w eliminacjach do Ligi Mistrzów, a wicemistrz i 3. drużyna oraz zwycięzca Pucharu Czarnogóry zagrają w eliminacjach do Ligi Europy UEFA. Ostatnia drużyna spadła do Drugiej crnogorskiej ligi, a drużyny z 10. i 11. miejsca w tabeli zagrają w barażu o pozostanie w Prva lidze z 2. i 3. drużyną Drugiej ligi.
Sezon rozpoczął się 8 sierpnia 2014, a zakończył 30 maja 2015. Tytuł zdobyła drużyna FK Rudar Pljevlja. Tytuł króla strzelców zdobył Goran Vujović (FK Sutjeska Nikšić), który strzelił 21 goli.

## Prva crnogorska liga

### Drużyny
W Prva crnogorskiej lidze w sezonie 2014/15 występowało 12 drużyn.
| Drużyna                                                        | Miasto           | Sezon 2013/14 | Uwagi                                                            |
| Drużyny, które występowały w Prva crnogorskiej lidze 2013/14:  |                  |               |                                                                  |
| FK Sutjeska Nikšić                                             | Nikšić           | 1 miejsce     |                                                                  |
| FK Lovćen                                                      | Cetinje          | 2 miejsce     |                                                                  |
| FK Budućnost Podgorica                                         | Podgorica        | 4 miejsce     |                                                                  |
| OFK Petrovac                                                   | Petrovac na Moru | 5 miejsce     |                                                                  |
| FK Rudar Pljevlja                                              | Pljevlja         | 6 miejsce     |                                                                  |
| FK Grbalj Radanovići                                           | Radanovići       | 7 miejsce     |                                                                  |
| FK Zeta Golubovci                                              | Golubovci        | 8 miejsce     |                                                                  |
| FK Mladost Podgorica                                           | Podgorica        | 9 miejsce     |                                                                  |
| FK Mogren Budva                                                | Budva            | 10 miejsce    | wygrał baraże z FK Jezero Plav                                   |
| FK Mornar Bar                                                  | Bar              | 11 miejsce    | przegrał baraże z FK Berane, ale zajął miejsce FK Čelik Nikšić * |
| Drużyny, które awansowały z Drugiej crnogorskiej ligi 2013/14: |                  |               |                                                                  |
| FK Bokelj Kotor                                                | Kotor            | 1 miejsce     |                                                                  |
| FK Berane                                                      | Berane           | 2 miejsce     | wygrał baraże z FK Mornar Bar                                    |

 * Przed sezonem FK Čelik Nikšić (3. miejsce) wycofał się z rozgrywek Prva ligi w sezonie 2014/15 (drużyna została rozwiązana), w jego miejsce w Prva lidze pozostał FK Mornar Bar, jako najwyżej sklasyfikowany spadkowicz.

### Tabela
| Poz. | Klub                   | M  | Pkt. | Mecze | Mecze | Mecze | Bramki | Bramki |
| Poz. | Klub                   | M  | Pkt. | zwy.  | rem.  | por.  | zdob.  | stra.  |
| ---- | ---------------------- | -- | ---- | ----- | ----- | ----- | ------ | ------ |
| 1    | FK Rudar Pljevlja      | 33 | 72   | 22    | 6     | 5     | 58     | 18     |
| 2    | FK Sutjeska Nikšić     | 33 | 69   | 20    | 9     | 4     | 58     | 23     |
| 3    | FK Budućnost Podgorica | 33 | 63   | 18    | 9     | 6     | 46     | 20     |
| 4    | FK Mladost Podgorica   | 33 | 57   | 16    | 9     | 8     | 53     | 36     |
| 5    | FK Grbalj Radanovići   | 33 | 52   | 15    | 7     | 11    | 52     | 44     |
| 6    | FK Lovćen              | 33 | 50   | 15    | 5     | 13    | 42     | 32     |
| 7    | OFK Petrovac           | 33 | 43   | 12    | 7     | 14    | 30     | 35     |
| 8    | FK Bokelj Kotor        | 33 | 41   | 11    | 8     | 14    | 38     | 45     |
| 9    | FK Zeta Golubovci      | 33 | 40   | 11    | 7     | 15    | 48     | 44     |
| 10   | FK Mornar Bar          | 33 | 32   | 9     | 5     | 19    | 32     | 63     |
| 11   | FK Mogren Budva        | 33 | 21   | 5     | 6     | 22    | 26     | 70     |
| 12   | FK Berane              | 33 | 13   | 3     | 4     | 26    | 25     | 78     |

| Legenda:                                      |
| eliminacje do Ligi Mistrzów                   |
| eliminacje do Ligi Europy UEFA                |
| baraże o pozostanie w Prva crnogorskiej lidze |
| spadek do Drugiej crnogorskiej ligi           |

- FK Rudar Pljevlja start w eliminacjach do Ligi Mistrzów 2015/16.
- FK Sutjeska Nikšić, FK Budućnost Podgorica i FK Mladost Podgorica (zwycięzca Pucharu Czarnogóry) start w eliminacjach do Ligi Europy UEFA 2015/16.
- FK Mornar Bar wygrał swoje mecze barażowe i pozostał w Prva lidze 2015/16.
- FK Mogren Budva przegrał swoje mecze barażowe i spadł do Drugiej crnogorskiej ligi 2015/16.
- FK Berane spadek do Drugiej crnogorskiej ligi 2015/16.

## Baraż o pozostanie w Prva lidze

### FK Mornar Bar-OFK Igalo
|         | Data           | Drużyna 1.    | Drużyna 2.    | Wynik               |
| 1. mecz | 3 czerwca 2015 | FK Mornar Bar | OFK Igalo     | 2:0                 |
| Rewanż  | 7 czerwca 2015 | OFK Igalo     | FK Mornar Bar | 2:0 dogr. (8:9 kr.) |

- FK Mornar Bar wygrał mecze barażowe i pozostał w Prva lidze.
- OFK Igalo przegrał mecze barażowe i pozostał w Drugiej crnogorskiej lidze.

### FK Mogren Budva-FK Dečić Tuzi
|         | Data           | Drużyna 1.      | Drużyna 2.      | Wynik |
| 1. mecz | 3 czerwca 2015 | FK Mogren Budva | FK Dečić Tuzi   | 0:5   |
| Rewanż  | 7 czerwca 2015 | FK Dečić Tuzi   | FK Mogren Budva | 2:1   |

- FK Mogren Budva przegrał mecze barażowe i spadł do Drugiej crnogorskiej ligi.
- FK Dečić Tuzi wygrał mecze barażowe i awansował do Prva ligi.